# توربونيلا بيرا
توربونيلا بيرّا (بالإنجليزية: Turbonilla pyrrha) هو نوع من الرخويات البحرية الصغيرة، ينتمي إلى فصيلة Pyramidellidae، والتي تعرف باسم الحلزونات الهرمية.

## التصنيف
تم وصف هذا النوع لأول مرة من قبل العالمة بوش في عام 1899، ويُدرج ضمن جنس Turbonilla الذي يضم العديد من الأنواع المعروفة بأصدافها الطويلة والضيقة، وسلوكها الطفيلي على كائنات بحرية أخرى.

## الموطن
تم العثور على هذا النوع في البيئات البحرية، خصوصًا في المناطق الساحلية للمحيط الأطلسي الغربي، لكن البيانات المفصلة عن توزيعه لا تزال محدودة.

## الخصائص
مثل باقي أفراد الفصيلة، يتميز هذا النوع بجسم صغير وقشرة مخروطية الشكل، ويتغذى غالبًا بأسلوب طفيلي على مضيفين من اللافقاريات البحرية.